# HD 88161
HD 88161，又名BD+41 2063，SAO 43220、HR 3987，是一颗恒星，视星等为6.32，位于銀經180.1，銀緯54.43，其B1900.0坐标为赤經10h 4m 57.3s，赤緯+41° 54.43′ 11″。